# تيرينس جي. كوين
تيرينس جي. كوين هو محامي وسياسي أمريكي، ولد في 16 أكتوبر 1836 في ألباني في الولايات المتحدة، وتوفي في 18 يونيو 1878. نشط حزبياً في الحزب الديمقراطي. وقد انتخب عضو مجلس النواب الأمريكي ‏.